# Benjamin "Lil' P-Nut" Flores, Jr.
Benjamin Christopher Flores Jr. (n. 24 iulie 2002, Memphis, Tennessee, SUA), cunoscut și sub numele de Lil 'P-Nut, este un actor și rapper american. În muzică, el este cunoscut pentru cântecul său, "Tu poți fi singurul". În actorie, Flores a jucat în rolul lui Louie Preston pe seria de televiziune Nickelodeon The Haunted Hathaways (2013-2015) și a jucat Triple G în serialul TV Jocurile Succesului (2015-2019).

## Carieră

### Muzică
Flores s-a născut în Memphis, Tennessee. Flores a intrat pentru prima oară la o înțelegere mai largă, după ce a fost intervievat de postul local de televiziune Memphis Fox 13 la vârsta de 7 ani. După interviu, a apărut pe The Ellen DeGeneres Show, unde a interpretat primul său single ca Lil 'P-Nut, Ar putea fi unul pentru mine "; a fost lansat pe 25 septembrie 2010. Apoi a apărut pe cântarea lui Cymphonique, "All That". Alte rapsuri includ "Bad Dream" și "Choosin".

### Acțiune
Flores a apărut într-un episod al sitcomului TBS Are We There Yet? Și a jucat Atticus pinguinul de rapping în filmul animat Happy Feet 2, în 2011. A făcut un aspect cameo în videoclipul lui Yo Gotti pentru "Look In The Mirror". Flores a apărut în filmul Ride Along, care a fost lansat în ianuarie 2014.
În 2013, Flores a fost distribuit într-un rol principal în serialul de televiziune Nickelodeon The Haunted Hathaways, jucând pe Louie o fantomă tânără care locuiește în aceeași casă cu o familie vie numită Hathaways. Spectacolul a durat două sezoane înainte de a se încheia în 2015. A fost nominalizat la Actorul TV preferat la Premiile Nickelodeon Kids 'Choice în 2014 și 2015 pentru rolul său pe Haunted Hathaways.
La 7 iulie 2015, a fost anunțat că Flores va co-juca în cea mai recentă serie de televiziune a lui Dan Schneider, Game Shakers, jucând rolul lui Triple G, fiul unui celebru rapper Double G (Kel Mitchell). un al treilea sezon în noiembrie 2016.
Pe 13 iunie 2016, Flores a fost anunțat ca noua voce a lui Gerald Johanssen în următorul film de televiziune Hey Arnold !: Filmul Jungle. În 2017, el a avut un rol în filmul de acțiune fantezie Transformers: The Last Knight. În 2018 Flores a fost distribuit în filmul Netflix Rim of the World, care a fost lansat în mai 2019.

## Filmografie
| An        | Titlu                           | Rol              | Notă                                                    |
| --------- | ------------------------------- | ---------------- | ------------------------------------------------------- |
| 2011      | Două picioare vesele            | Atticus          | Rol film(voce);ca Benjamin 'Lil P-Nut" Flores Jr.       |
| 2013–2015 | Hathaway-ul bântuit             | Louie Preston    | Rol principal;ca Benjamin 'Lil P-Nut" Flores Jr.        |
| 2014      | Familia Thunderman              | Louie Preston    | Episod special:"Thundermanii bântuiți"                  |
| 2014      | Plimbare împreună               | Morris           | Film;ca Benjamin 'Lil P-Nut" Flore s Jr.                |
| 2014      | Moș Crăciun vânător             | Alex             | Film TV(Nickelodeon)                                    |
| 2015      | O croazieră nebună              | Nate Bauer       | Film TV(Nickelodeon                                     |
| 2015      | Henry Pericol                   | Lil' Biggie      | Episod:Ritmul continuă                                  |
| 2015–2019 | Jocurile Succesului             | Triple G         | Rol principal:ca Benjamin 'Lil P-Nut" Flores Jr.        |
| 2017      | Transformatori: Ultimul cavaler | Kid              | Film                                                    |
| 2017      | Henry Pericol                   | Triple G         | Gazdă specială: Jocurile Periculoase                    |
| 2017      | Hei Arnold!: Filmul Junglă      | Gerald Johanssen | Film TV(Nickelodeon) ca Benjamin 'Lil P-Nut" Flores Jr. |
| 2018      | Bibliotecarii                   | Freddy           | Episod:"Sanctuarul ascuns"                              |
| 2019      | Rimul lumii                     | Dariush          | Film direct pe video                                    |

## Premii și nominalizări
| An   | Premiu                 | Categorie                           | Film                | Rezultat    |  |
| ---- | ---------------------- | ----------------------------------- | ------------------- | ----------- |  |
| 2014 | Premiu Imagen          | Tânăr actor preferat de televiziune | Hathaway-ul bântuit | Câștigat    |  |
| 2014 | Premiile pentru copiii | Actor TV preferat                   | Hathaway-ul bântuit | Nominalizat |  |
| 2015 | Premile pentru copiii  | Actor TV preferat                   | Hathaway-ul bântuit | Nominalizat |  |
| 2017 | Premiile pentru copiii | Actor TV preferat                   | Jocurile Succesului | Nominalizat |  |

## Legături externe
- Benjamin "Lil' P-Nut" Flores, Jr. la Internet Movie Database
- Benjamin "Lil' P-Nut" Flores, Jr. discografia la Discogs
- Lil' P-Nut (discografie) la MusicBrainz